# Codakia cubana
Codakia cubana är en musselart som beskrevs av Dall 1901. Codakia cubana ingår i släktet Codakia och familjen Lucinidae. Inga underarter finns listade i Catalogue of Life.